# Hypericum ericoides
Hypericum ericoides är en johannesörtsväxtart. Hypericum ericoides ingår i släktet johannesörter, och familjen johannesörtsväxter.

## Underarter
Arten delas in i följande underarter:
- H. e. ericoides
- H. e. maroccanum
- H. e. robertii

## Bildgalleri

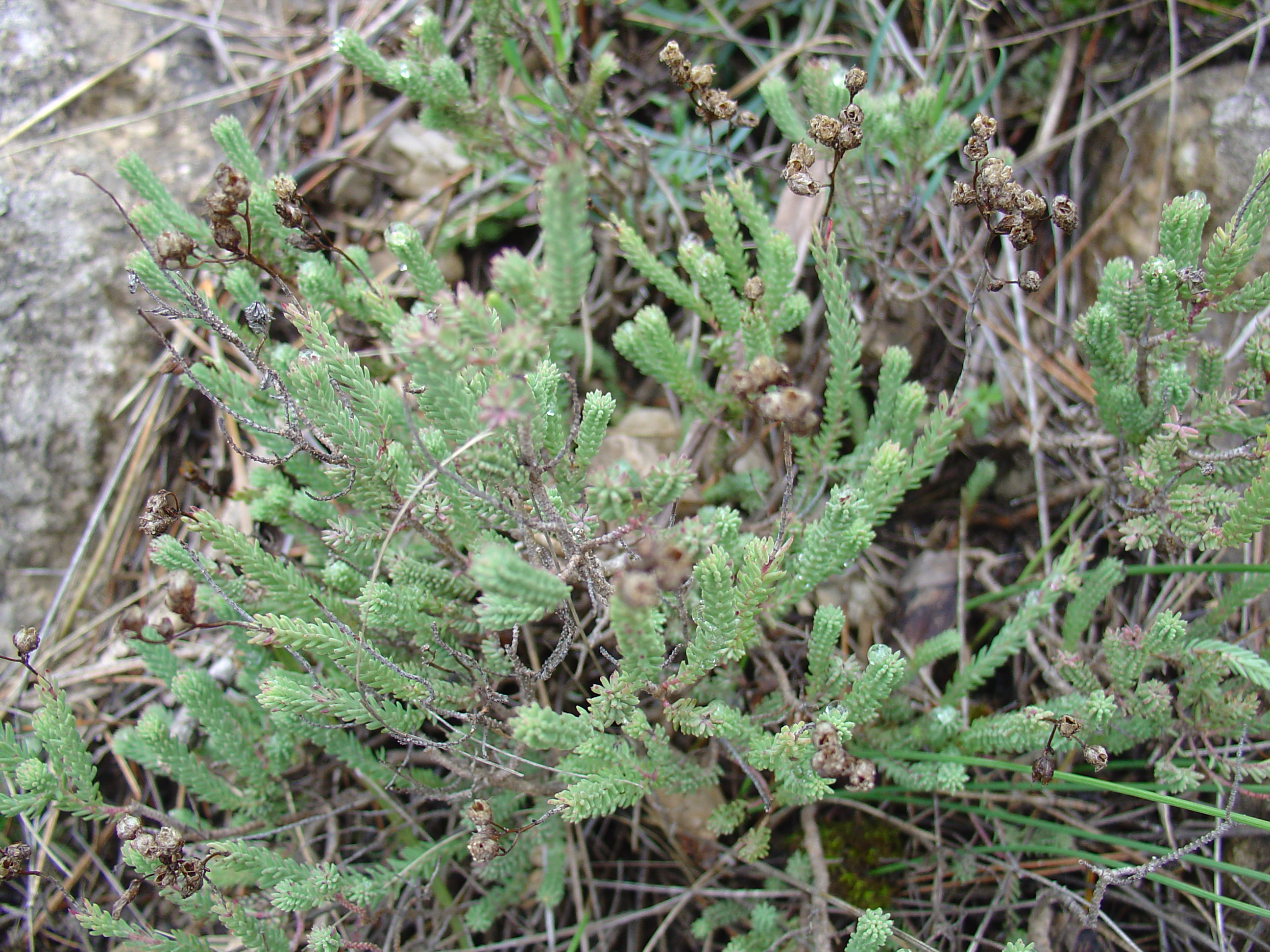